# San Cristoforo FS
San Cristoforo FS is een metrostation in de Italiaanse stad Milaan dat is geopend op 12 oktober 2024.